# Predator (franciză)
Seria de filme Predator este o franciză de filme science-fiction horror bazată pe o rasă de ființe extraterestre creată de Jim Thomas și John Thomas. Produsă de 20th Century Fox, seria începe în 1987 cu filmul Predator, care este urmat de două continuări și un roman, o carte de benzi desenate și un joc video.  
A fost inclusă în franciza Alien vs. Predator.

## Listă de filme

### Predators (2010)
Filmul prezintă povestea lui Royce, un mercenar răpit de extratereștri și dus pe o planetă din galaxie, care este un fel de rezervație pentru jocuri. Alături de el mai sunt alți șapte oameni, care, cu excepția unui fizician căzut în dizgrație, toți sunt ucigași cu sânge rece, mercenari și foști deținuți. Royce, fără tragere de inimă, ia conducerea grupului. În curând ei își dau seama că au fost aduși împreună pe această planetă ca pradă pentru o rasă nouă de Predator și că fac parte dintr-un joc de vânătoare.

### The Predator(2018)
Un viitor film denumit The Predator este programat pentru a apărea în 2018.
Prey 5 (2022)
În iunie 2014, Fox a anunțat că va fi realizat un sequel cu Shane Black ca regizor și co-scris cu Fred Dekker, iar John Davis va fi producătorul filmului.

## Cărți

### Romane
- Predator de Paul Monette
- Predator 2 de Simon Hawke
- Predator: Concrete Jungle de Nathan Archer
- Predator: Cold War de Nathan Archer
- Predator: Big Game de Sandy Schofield
- Predator: Forever Midnight de John Shirley
- Predator: Flesh and Blood de Michael Jan Friedman
- Predator: Turnabout de Steve Perry
- Predator: South China Sea  de Jeff VanderMeer
- Predator: Prey to the Heavens de John Arcudi și Javier Saltares
- Aliens vs. Predator
  - Aliens vs. Predator: Prey de Steve Perry
  - Aliens vs. Predator: Hunter's Planet de Dave Bischoff
  - Aliens vs. Predator: War de S.D. Perry
  - Alien vs. Predator: Romanizarea Filmului de Marc Cerasini

## Jocuri video
1. ↑  Chitwood, Adam (25 iunie 2014). „Exclusive: Shane Black Says His Predator Film Is a Sequel, Not a Reboot”. Collider. Accesat în 25 iunie 2014.